# جوسلين فرنسوا
جوسلين فرنسوا (بالفرنسية: Jocelyne François)‏ ولدت بنانسي في 3 يوليو 1933، وهي كاتبة فرنسية. حصلت على جائزة فيمينا الأدبية عام 1980.